# ホテル (1977年の映画)
『ホテル』(Kleinhoff Hotel) は、カルロ・リッツァーニが監督した1977年公開のイタリア映画で、濡れ場を含むドラマ映画である。

## あらすじ
パスカルは裕福な人妻。郊外に別荘があるベルリンから、出張に出る夫を空港で見送り、自分はパリの自宅へ戻るはずだったが、飛行機に乗り遅れ、ひとりで市内に留まることになる。彼女は、かつて夫と初めて情を交わしたクラインホフ・ホテルを思い出し、久々に泊まろうと思い立つ。通された部屋で彼女は、隣室の光が隙間から漏れており、覗けることに気づく。そこにいた男は、やがて娼婦を呼び入れ情交するが、パスカルは一部始終を隣室から覗き見し、その男がカールという名で、地下組織のメンバーであり、裏切者を殺す手筈にある事を知る。...

## キャスト
| 役名             | 俳優                 | 日本語吹替                                              |
| 役名             | 俳優                 | テレビ東京版                                            |
| ---------------- | -------------------- | ------------------------------------------------------- |
| パスカル         | コリンヌ・クレリー   | 弥永和子                                                |
| カール           | ブルース・ロビンソン | 池田秀一                                                |
| ペドロ           | ミケーレ・プラチド   | 大林隆介                                                |
| デヴィッド       | ウェルナー・ポチャス | 秋元羊介                                                |
| 不明 その他      | N/A                  | 仲木隆司 城山堅 村越伊知郎                              |
| 日本語版スタッフ |                      |                                                         |
| 制作             | 制作                 | ザック・プロモーション                                  |
| 初回放送         | 初回放送             | 1983年8月2日 『火曜ロードショー』 21:00-22:24 正味105分 |

## 評価
公開時、この映画はほとんど肯定的な批評を得られなかった。
『クラインホフ・ホテル』には、省みるに値する興味深い着想を提供できたはずの作品だ。残念ながら、この映画の評価は、作中のストリップショーのような表現から解釈されるべきではないのに、歴史的政治的なものではなく、エロティシズムの尺度を当てはめられている。—トゥリオ・ケジッチ
ジョヴァンニ・グラッツィーニの見解も、同様に否定的である。
室内楽のための小作品。ここでのリッツァーニは、現実の再発見が急を要することを訴えるような類の映画から遠く離れている ... 。彼は大衆の好みに応じるべく、作品自体を楽しめるプロフェッショナリズムを発揮すべきだったが、今の彼の中では、都市ゲリラ戦の指導者たちを描くことより、とある絶望した若者と、とあるブルジョワの卑しい好奇心を解釈し、冷徹に描写することの方が、勝っている。
近年の評価でも、再評価は部分的なものでしかない。マルコ・ジュスティは、次のように述べている。
... 間違いなくカルロ・リッツァーニの最高傑作のひとつだが、その一部にはヴァレンティーノ・オルシーニの脚本の貢献があり、ファリエロ・ロザティが書いた覗き見の場面はアントニオーニを思わせる ... 濡れ場は特筆すべき出来であり、コリンヌ・クレリーはただの人形ではない。
しかし、『Nocturno』誌のDVD評は、
 ... 本作は、作家性が出た映画ではなく、ジャンル映画でも、何かを暴露する作品でもなく、退屈で役に立たないだけだ。
また、アルベルト・ペッツォッタは次のように述べた。
リッツァーニの作品であり、ニュースに取り上げられるくらいには巧みに作られたものだが、想像力は欠けている。
コリンヌ・クレリーの相手役を演じたブルース・ロビンソンは、後のインタビューで、本作について「僕は観てないよ。要は、高級なポルノグラフィさ。(I've never seen it.  It was basically high-class pornography.)」と述べている。